# Chiesa di San Michele Arcangelo (Sella Giudicarie)
La chiesa di San Michele Arcangelo è la parrocchiale di Lardaro, frazione di Sella Giudicarie in Trentino. Fa parte della zona pastorale delle Giudicarie nell'arcidiocesi di Trento e risale al XII secolo.

## Storia

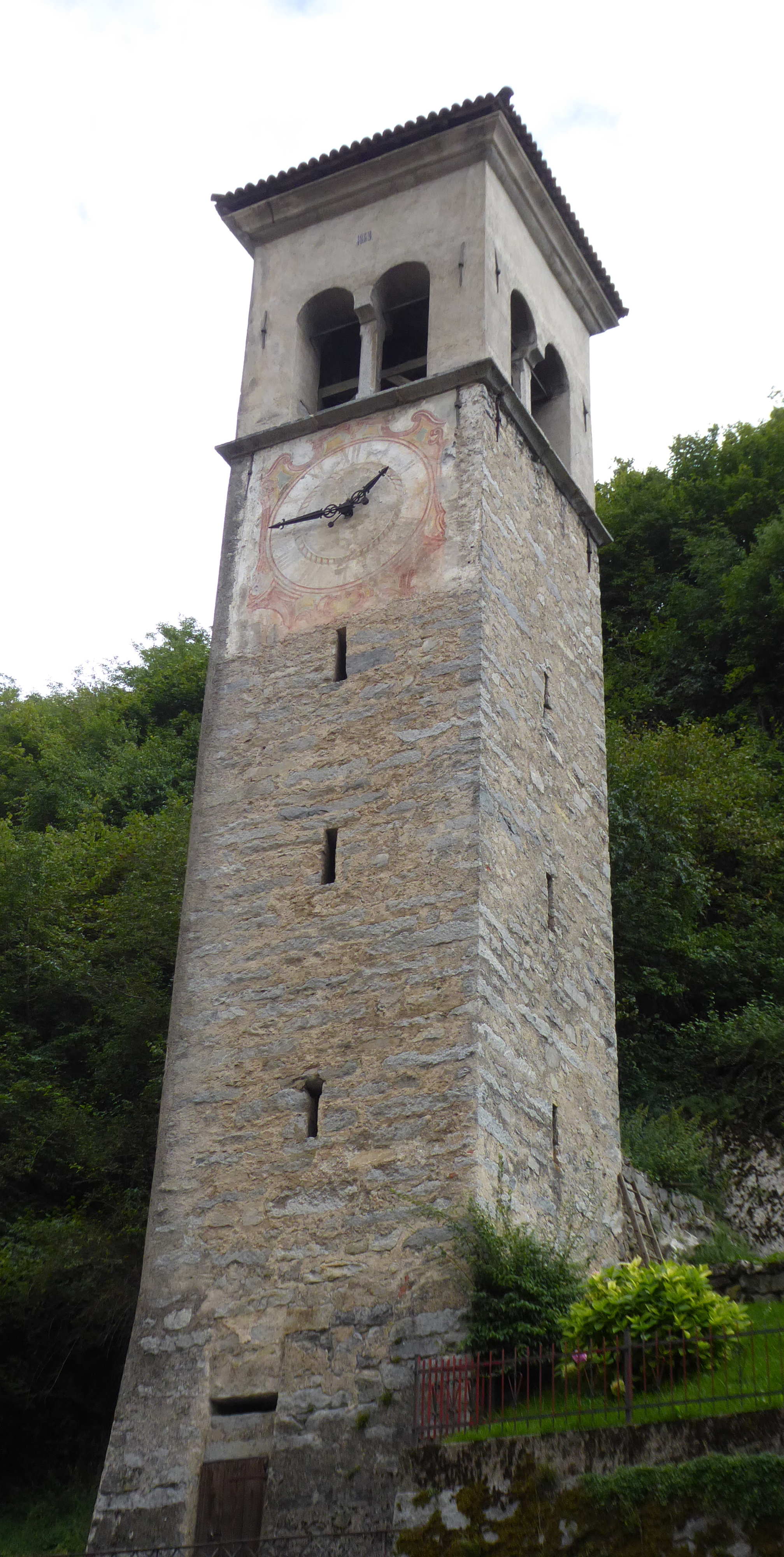
Torre campanaria.

la costruzione del luogo di culto originale a Lardaro risale probabilmente al XII secolo anche se le informazioni al riguardo non sono certe. La prima citazione scritta si trova su documenti del 1529 relativi al contratto per la fusione di una nuova campana con la fonderia di Tione di Pietro Maraldi.
La solenne consacrazione venne celebrata nel 1530, dopo probabili lavori di sistemazione della struttura. Venne elevata a dignità curaziale nel 1606 e circa trent'anni dopo ebbe la concessione della custodia dell'Eucaristia seguita a breve dalla concessione anche del fonte battesimale. Attorno al 1682 accanto alla chiesa venne citata la presenza del cimitero.
Entro la prima metà del XVIII secolo fu necessario ricostruire l'antico luogo di culto e i lavori vennero affidati a maestranze lombarde della zona di Como. A cantiere chiuso la nuova chiesa venne benedetta il 14 agosto 1746 e negli anni successivi si iniziò l'opera di arricchimento decorativo degli interni. L'antico cimitero venne poi spostato all'esterno del centro abitato, in seguito alle disposizioni napoleoniche.
Nel 1912 la chiesa venne elevata a dignità parrocchiale e durante la prima guerra mondiale venne seriamente danneggiata. Tra il 1919 e il 1920 fu oggetto di lavori di restauro e fu solo negli anni sessanta che nuovamente venne interessata da opere di consolidamento e mantenimento, con aggiornamento degli impianti e la sostituzione di vari infissi. Nel quadriennio 1972-1975 vennero ritinteggiati gli interni e restaurate le pitture ad affresco. In seguito fu rifatta la copertura del tetto, venne sistemato l'impianto elettrico e posata una nuova pavimentazione nella sala.

## Descrizione

### Esterni
La chiesa si trova nella parte centrale dell'abitato della frazione e presenta orientamento verso nord. Il prospetto principale è classicheggiante caratterizzato da paraste che ne delimitano i lati e ne racchiudono la parte centrale nella quale si trova il portale di accesso con una elaborata cornice e con una scalinata anteriore. La torre campanaria è distaccata dalla struttura e posta anteriormente sulla destra, alla base della collinetta che affianca l'edificio. La cella campanaria si apre con quattro finestre a bifora.
La struttura del campanile è quella tipica della valle del Chiese e si differenzia dal resto del Trentino, essendo più simile a quella presente nelle vicine valli bresciane. Anche il concerto delle campane è particolare ed è suonato alla maniera lombarda e non a stormo come nelle valli trentine.

### Interni
La navata interna è unica e divisa in due campate. La sala è ampliata dalla cappelle laterali e la parte del presbiterio è leggermente rialzata.
L'organo a canne è stato costruito dalla ditta Mascioni ed ha sostituito lo strumento storico installato nell'Ottocento da G. Alchisio che è stato distrutto durante il primo conflitto mondiale.